# برگهاوزن (راینلاند-فالتس)
برگهاوزن (به آلمانی: Berghausen) یک شهر در آلمان است که در Verbandsgemeinde Katzenelnbogen واقع شده‌است.